# Haplidia hirticollis
Haplidia hirticollis är en skalbaggsart som beskrevs av Hermann Burmeister 1855. Haplidia hirticollis ingår i släktet Haplidia och familjen Melolonthidae. Inga underarter finns listade i Catalogue of Life.